# Independiente Campo Grande
Maillots
Le Independiente CG (ou Independiente FC) est un club paraguayen de football basé à Asuncion, dans le quartier de Campo Grande.

## Palmarès
- Championnat du Paraguay de deuxième division :
  - Vice-champion (1) : 2010.

- Championnat du Paraguay de troisième division :
  - Champion (4) : 1962, 1975, 1980 et 2001.